# 浙西词派
浙西词派，指清代前期中国的一个词创作流派。创始人是朱彝尊，朱与曹溶同为浙西词派的最早倡导者。浙西词派产生、发展主要在浙西，即今杭嘉湖一带。浙西词派是清代前期最大的词派，影响深远。乾隆后期，常州词派兴起，浙西词派衰弱。

## 代表人物
浙西词派前期中期代表人物：朱彝尊、曹溶、汪森、柯崇朴、曹尔堪、李良年、李符、沈暤日、沈岸登、龚翔麟
浙西词派后期代表人物：厉鹗、王昶、吴锡麒、郭唐、许昂霄、吴衡照、黄型清、冯登府、杜文澜、张鸣珂